# Dryopteris schimperiana
Dryopteris schimperiana là một loài dương xỉ trong họ Dryopteridaceae. Loài này được Hochst. C. Chr. mô tả khoa học đầu tiên năm 2005.